# Guerras púbicas
Las denominadas guerras púbicas, irónico juego de palabras basado en el nombre de las históricas guerras púnicas, es el nombre irónico dado a la rivalidad entre las revistas eróticas Playboy y Penthouse durante las décadas de 1960 y de 1970.
Cada revista se esforzaba en mostrar sólo un poco más que la otra, sin llegar a ser demasiado cruda. El término compuesto en cuestión fue acuñado por Hugh Hefner, el fundador y dueño de la revista estadounidense Playboy.

## Historia
En los Estados Unidos de las décadas de 1950 y de 1960 existía el consenso general de que las fotografías de desnudos no eran pornográficas, a menos que las mismas mostrasen vello púbico o, peor aún, los genitales. La fotografías relativamente respetables eran cuidadosas de acercarse a esa línea, pero no alcanzarla. En consecuencia, mostrar el vello púbico estaba de facto prohibido en las revistas eróticas estadounidenses.
La revista Penthouse nació en el Reino Unido en 1965 y fue inicialmente distribuida en algunos países de Europa Occidental. En septiembre de 1969 fue lanzada en los Estados Unidos, llevándole una nueva competencia a la hasta entonces localmente dominante Playboy. Debido a las actitudes más liberales respecto de los desnudos que había en Europa, Penthouse ya estaba mostrando el vello púbico para cuando se produjo su lanzamiento estadounidense. Según mencionó al respecto el dueño de la revista, Bob Guccione: “Comenzamos a mostrar vello púbico, lo cual fue un gran avance”. Para mantener su segmento del mercado, Playboy le siguió el juego, en esa época arriesgándose a eventuales cargos legales por obscenidad, dando inicio a las “guerras púbicas”.
Por su parte, Playboy comenzó a mostrar indicios de vello púbico después que Penthouse, en junio de 1970. A medida que aumentaba la competencia entre ambas revistas, sus respectivas fotografías se volvieron crecientemente explícitas.
Playboy no obstante ya había en realidad mostrado muy sutilmente pelo púbico en el caso de Melodye Prentiss, quien había sido la Señorita de julio de 1968 (Miss July 1968), es decir, la chica de portada y quien había posado desnuda en las páginas centrales (centerfold) de la edición de ese mes y año. Eso sucedió unos 15 años después del lanzamiento de la revista en diciembre de 1953.
No obstante, la norma reglamentaria del editor en esos tiempos consistía en que el vello púbico de las playmates apareciese oscurecido por alguna prenda o ropa, una pierna, o alguna parte de un mueble. La primera ocasión en la que apareció realmente vello púbico fue en Playboy en el mes de agosto de 1969, en una serie fotográfica para la que posaba Paula Kelly.
Algunos destellos adicionales de vello púbico aparecieron en algunas fotografías posteriores publicadas en la revista, pero no fue hasta enero de 1971, cuando posó desnuda Liv Lindeland. No obstante, la primera playmate en mostrar claramente vello púbico en un desnudo frontal en las páginas centrales (centerfold) fue la Señorita de enero de 1972 (Miss January 1972) Marilyn Cole. Ambas mujeres se convirtieron en playmates del año para 1972 y 1973 respectivamente. Pero cuando el pornógrafo estadounidense Larry Flynt lanzó la revista Hustler en 1974, la misma superó tanto a Penthouse como a Playboy en obscenidad, al mostrar fotos más explícitas de los órganos sexuales femeninos.
Con el paso del tiempo, ambas revistas se movieron en direcciones opuestas. De hecho, Playboy se posicionó a sí misma como una revista menos explícita o softcore, como una alternativa para ser “leída por sus artículos”. Por su parte, Penthouse se deslizó hacia imágenes más sucias u obscenas, finalmente llegando a mostrar pornografía dura (hardcore pornography) y a mujeres orinando a mediados de los años 1990. No obstante, bajo un nuevo dueño desde 2004, Penthouse comenzó a virar hacia una dirección más erótica y menos pornográfica.

## Nota y referencias
1. 1 2 3 4 5 6 7 8 9 10 11  Landrum, Gene N. (2004).  Brendan Kelly Publishing, ed. Entrepreneurial Genius: The Power of Passion (“Genio emprendedor: El poder de la pasión”). pp. 156-157. ISBN 1-895997-23-2.
2. 1 2 3 4 5 6  The Porn King in Winter, (“El rey del porno en invierno”), Anthony Haden-Guest, New York Magazine.